# Tournoi de tennis de Midland
Le tournoi de Midland, États-Unis, est un tournoi de tennis professionnel féminin évoluant en catégorie WTA125 depuis 2021.
Créé tout d'abord en 1969 pour une seule édition, il reprit en 1994 dans le cadre du circuit ITF dont il est l'un des tournois majeurs avec une dotation maximale de 100 000 $ et se joua en février sur surface dure en salle.
Une unique édition masculine s'est tenue en 1970 sur le circuit WCT.

## Palmarès dames

### Simple
| No | Date       | Nom et lieu du tournoi              | Catégorie | Dotation  | Surface    | Vainqueure           | Finaliste            | Score           |         |
| -- | ---------- | ----------------------------------- | --------- | --------- | ---------- | -------------------- | -------------------- | --------------- | ------- |
|    | 04-10-1969 | Midland Pros, Midland               |           | NC        | NC         | Billie Jean King     | Rosie Casals         | 6-3, 6-3        | Tableau |
|    | 31-01-1994 | Dow Corning Tennis Classic, Midland | ITF       | 25 000 $  | Dur (int.) | Brenda Schultz       | Meredith McGrath     | 6-2, 1-0 ab.    |         |
|    | 30-01-1995 | Dow Corning Tennis Classic, Midland | USTA      | NC        | Dur (int.) | Chanda Rubin         | Brenda Schultz       | 6-3, 6-2        |         |
|    | 13-02-1996 | Dow Corning Tennis Classic, Midland | ITF       | 50 000 $  | Dur (int.) | Anna Kournikova      | Lindsay Lee          | 7-6, 6-1        |         |
|    | 10-02-1997 | Dow Corning Tennis Classic, Midland | ITF       | 50 000 $  | Dur (int.) | Kimberly Po          | Meilen Tu            | 6-2, 6-3        |         |
|    | 10-02-1998 | Dow Corning Tennis Classic, Midland | ITF       | 50 000 $  | Dur (int.) | Alexandra Stevenson  | Samantha Reeves      | 7-6, 6-1        |         |
|    | 15-02-1999 | Dow Corning Tennis Classic, Midland | ITF       | 25 000 $  | Dur (int.) | Anne Kremer          | Tara Snyder          | 3-6, 6-1, 7-5   |         |
|    | 14-02-2000 | Dow Corning Tennis Classic, Midland | ITF       | 75 000 $  | Dur (int.) | Nicole Pratt         | Yuka Yoshida         | 6-4, 6-3        |         |
|    | 12-02-2001 | Dow Corning Tennis Classic, Midland | ITF       | 75 000 $  | Dur (int.) | Cho Yoon-jeong       | Tara Snyder          | 6-3, 6-1        |         |
|    | 04-02-2002 | Dow Corning Tennis Classic, Midland | ITF       | 75 000 $  | Dur (int.) | Li Na                | Mashona Washington   | 6-1, 6-2        |         |
|    | 03-02-2003 | Dow Corning Tennis Classic, Midland | ITF       | 75 000 $  | Dur (int.) | Bianka Lamade        | Laura Granville      | 6-3, 1-6, 6-4   |         |
|    | 09-02-2004 | Dow Corning Tennis Classic, Midland | ITF       | 75 000 $  | Dur (int.) | Jill Craybas         | Nicole Vaidišová     | 6-2, 6-4        |         |
|    | 07-02-2005 | Dow Corning Tennis Classic, Midland | ITF       | 75 000 $  | Dur (int.) | Laura Granville      | Cho Yoon-jeong       | 6-3, 3-6, 7-66  |         |
|    | 06-02-2006 | Dow Corning Tennis Classic, Midland | ITF       | 75 000 $  | Dur (int.) | María Emilia Salerni | Vasilisa Bardina     | 6-3, 3-6, 6-4   |         |
|    | 05-02-2007 | Dow Corning Tennis Classic, Midland | ITF       | 75 000 $  | Dur (int.) | Jill Craybas         | Laura Granville      | 2-6, 6-3, 6-3   |         |
|    | 04-02-2008 | Dow Corning Tennis Classic, Midland | ITF       | 75 000 $  | Dur (int.) | Laura Granville      | Ashley Harkleroad    | 6-1, 6-1        |         |
|    | 09-02-2009 | Dow Corning Tennis Classic, Midland | ITF       | 75 000 $  | Dur (int.) | Lucie Hradecká       | Eleni Daniilidou     | 6-3, 6-3        |         |
|    | 08-02-2010 | Dow Corning Tennis Classic, Midland | ITF       | 100 000 $ | Dur (int.) | Elena Baltacha       | Lucie Hradecká       | 5-7, 6-2, 6-3   |         |
|    | 07-02-2011 | Dow Corning Tennis Classic, Midland | ITF       | 100 000 $ | Dur (int.) | Lucie Hradecká       | Irina Falconi        | 6-4, 6-4        |         |
|    | 06-02-2012 | Dow Corning Tennis Classic, Midland | ITF       | 100 000 $ | Dur (int.) | Olga Govortsova      | Magdaléna Rybáriková | 6-3, 66-7, 7-65 |         |
|    | 04-02-2013 | Dow Corning Tennis Classic, Midland | ITF       | 100 000 $ | Dur (int.) | Lauren Davis         | Ajla Tomljanović     | 6-3, 2-6, 7-62  |         |
|    | 10-02-2014 | Dow Corning Tennis Classic, Midland | ITF       | 100 000 $ | Dur (int.) | Heather Watson       | Ksenia Pervak        | 6-4, 6-0        |         |
|    | 02-02-2015 | Dow Corning Tennis Classic, Midland | ITF       | 100 000 $ | Dur (int.) | Tatjana Maria        | Louisa Chirico       | 6-2, 6-0        |         |
|    | 01-02-2016 | Dow Corning Tennis Classic, Midland | ITF       | 100 000 $ | Dur (int.) | Naomi Broady         | Robin Anderson       | 6-7, 6-0, 6-2   |         |
|    | 30-01-2017 | Dow Tennis Classic, Midland         | ITF       | 100 000 $ | Dur (int.) | Tatjana Maria        | Naomi Broady         | 6-4, 66-7, 6-4  |         |
|    | 29-01-2018 | Dow Tennis Classic, Midland         | ITF       | 100 000 $ | Dur (int.) | Madison Brengle      | Jamie Loeb           | 6-1, 6-2        |         |
|    | 28-01-2019 | Dow Tennis Classic, Midland         | ITF       | 100 000 $ | Dur (int.) | Caty McNally         | Jessica Pegula       | 6-2, 6-4        |         |
|    | 03-02-2020 | Dow Tennis Classic, Midland         | ITF       | 100 000 $ | Dur (int.) | Shelby Rogers        | Anhelina Kalinina    | Forfait         |         |
| 1  | 01-11-2021 | Dow Tennis Classic, Midland         | WTA 125   | 115 000 $ | Dur (int.) | Madison Brengle      | Robin Anderson       | 6-2, 6-4        | Tableau |
| 2  | 31-10-2022 | Dow Tennis Classic, Midland         | WTA 125   | 115 000 $ | Dur (int.) | Caty McNally         | Anna-Lena Friedsam   | 6-3, 6-2        | Tableau |
| 3  | 30-10-2023 | Dow Tennis Classic, Midland         | WTA 125   | 115 000 $ | Dur (int.) | Anna Kalinskaya      | Jana Fett            | 7-5, 6-4        | Tableau |
| 4  | 04-11-2024 | Dow Tennis Classic, Midland         | WTA 125   | 115 000 $ | Dur (int.) | Rebecca Marino       | Alycia Parks         | 6-2, 6-1        | Tableau |

### Double
Liste des paires de double ayant remporté le tournoi par année :
- 1994 :  Erica Adams /  Jeri Ingram
- 1995 :  Chanda Rubin /  Brenda Schultz
- 1996 :  Angela Lettiere /  Corina Morariu
- 1997 :  Angela Lettiere /  Nana Miyagi
- 1998 :  Catherine Barclay /  Kerry-Anne Guse
- 1999 :  Liezel Horn /  Samantha Smith
- 2000 :  Nannie De Villiers /  Rika Hiraki
- 2001 :  Yvette Basting /  Elena Tatarkova
- 2002 :  Janet Lee /  Elena Tatarkova
- 2003 :  Teryn Ashley /  Abigail Spears
- 2004 :  Sofia Arvidsson /  Åsa Svensson
- 2005 :  Yuliya Beygelzimer /  Kelly McCain
- 2006 :  Milagros Sequera /  Meilen Tu
- 2007 :  Laura Granville /  Abigail Spears
- 2008 :  Ashley Harkleroad /  Shenay Perry
- 2009 :  Chen Yi /  Rika Fujiwara
- 2010 :  Lucie Hradecká /  Laura Granville
- 2011 :  Jamie Hampton /  Anna Tatishvili
- 2012 :  Andrea Hlaváčková /  Lucie Hradecká
- 2013 :  Melinda Czink /  Mirjana Lučić-Baroni
- 2014 :  Anna Tatishvili /  Heather Watson
- 2015 :  Julie Coin /  Emily Webley-Smith
- 2016 :  Catherine Bellis /  Ingrid Neel
- 2017 :  Ashley Weinhold /  Caitlin Whoriskey
- 2018 :  Kaitlyn Christian /  Sabrina Santamaria
- 2019 :  Olga Govortsova /  Valeria Savinykh
- 2020 :  Caroline Dolehide /  Maria Sanchez

| No | Date       | Nom et lieu du tournoi     | Catégorie | Dotation  | Surface    | Vainqueures                     | Finalistes                         | Score            |         |
| -- | ---------- | -------------------------- | --------- | --------- | ---------- | ------------------------------- | ---------------------------------- | ---------------- | ------- |
| 1  | 01-11-2021 | Dow Tennis Classic Midland | WTA 125   | 115 000 $ | Dur (int.) | Harriet Dart Asia Muhammad      | Peangtarn Plipuech Aldila Sutjiadi | 6-3, 2-6, [10-7] | Tableau |
| 2  | 31-10-2022 | Dow Tennis Classic Midland | WTA 125   | 115 000 $ | Dur (int.) | Asia Muhammad Alycia Parks      | Anna-Lena Friedsam Nadiia Kichenok | 6-2, 6-3         | Tableau |
| 3  | 30-10-2023 | Dow Tennis Classic Midland | WTA 125   | 115 000 $ | Dur (int.) | Hailey Baptiste Whitney Osuigwe | Sophie Chang Ashley Lahey          | 2-6, 6-2, [10-1] | Tableau |
| 4  | 04-11-2024 | Dow Tennis Classic Midland | WTA 125   | 115 000 $ | Dur (int.) | Emily Appleton Maia Lumsden     | Ariana Arseneault Mia Kupres       | 6-2, 4-6, [10-5] | Tableau |

## Palmarès messieurs

### Simple
| No | Date       | Nom et lieu du tournoi | Catégorie | Dotation | Surface    | Vainqueur    | Finaliste     | Score         |  |
| -- | ---------- | ---------------------- | --------- | -------- | ---------- | ------------ | ------------- | ------------- |  |
| 1  | 08-10-1970 | Midland WCT, Midland   |           | NC $     | Dur (ext.) | Roger Taylor | John Newcombe | 2-6, 7-6, 6-1 |  |

### Double
| No | Date       | Nom et lieu du tournoi | Catégorie | Dotation | Surface    | Vainqueurs                  | Finalistes               | Score    |  |
| -- | ---------- | ---------------------- | --------- | -------- | ---------- | --------------------------- | ------------------------ | -------- |  |
| 1  | 08-10-1970 | Midland WCT, Midland   |           | NC $     | Dur (ext.) | John Newcombe Owen Davidson | Mark Cox Graham Stilwell | 7-6, 6-4 |  |